# Lene Lovich
Lene Lovich (Detroit, Michigan, 30 maart 1949, pseudoniem van Lili-Marlene Premilovich) is een Amerikaanse zangeres en saxofoniste uit de postpunk en new wave.

## Levensloop
Lene Lovich' vader kwam uit Servië; haar moeder was een Engelse. Op haar dertiende verhuisde ze, nadat haar ouders gescheiden waren, naar Kingston-upon-Hull, en studeerde in Londen aan de kunstacademie. Nog tijdens haar studies werd ze als actrice, danseres en straatmuzikante actief. Met haar partner Les Chappell ging ze bij The Diversions spelen, een soul-band. Ze schreef daarnaast ook teksten voor Cerrone. In 1978 bracht ze, dankzij tussenkomst van Charlie Gillett, de BBC-DJ, haar eerste single uit, "I Think We're Alone Now" (oorspronkelijk van Tommy James and the Shondells), bij Stiff Records.
Haar grootste hit scoorde ze in 1979 met "Lucky Number", dat tot een new wave-klassieker uitgroeide; hiermee was haar carrière gelanceerd. Haar werd gevraagd in de film Breaking Glass te spelen, maar ze moest van haar manager op tournee, zodat uiteindelijk Hazel O'Connor de desbetreffende rol invulde. Omdat het succes van haar volgende singles, zoals "Say When" en "Bird Song", haar te veel werd, besloot Lovich anderhalf jaar te pauzeren.
In 1980 acteerde Lene Lovich in de cultfilm Cha-Cha aan de zijde van Nina Hagen en Herman Brood. Met Hagen maakte ze in 1986 de protestsong "Don't Kill the Animals", tegen het gebruik van proefdieren. Na een lange stille periode gedurende de jaren negentig bracht ze in 2005 een nieuw album uit.
Lene Lovich heeft een zware altstem, die ze met falsetto combineert. Op veel van haar nummers speelt ze saxofoon; haar songs zijn qua melodie vaak grillig en onvoorspelbaar. Het bekende refrein "Uh-oeh-uh-oeh" uit "Lucky Number" is een treffende illustratie van hoe ze met stemregisters speelt. Sommige orkestraties lijken op het eerste gehoor bizar; haar songs hebben in het algemeen een ietwat excentriek karakter.

## Discografie
Albums:
- 1978 Stateless
- 1979 Flex (opgenomen in de Wisseloord Studios in Hilversum)
- 1982 No Man's Land
- 1982 Hotel Blue
- 1989 March
- 2005 Shadows and Dust

### Dvd's
| Dvd's met hitnoteringen in de DVD Top 30 | Datum van verschijnen' | Datum van binnenkomst | Hoogste positie | Aantal weken | Opmerkingen                                                  |
| ---------------------------------------- | ---------------------- | --------------------- | --------------- | ------------ | ------------------------------------------------------------ |
| Cha cha                                  | 2001                   | 11-08-2001            | 4               | 3            | met His Wild Romance, Nina Hagen, Herman Brood & Les Chapell |